# 第6届中国电视剧飞天奖
第六届全国优秀电视剧“飞天奖”评选于1986年6月5日在北京揭晓，评选范围是自1985年3月至1986年3月在中央电视台播出的电视剧。授奖大会于1986年8月17日在北京展览馆剧场举行。

## 获奖名单

### 优秀电视连续剧
- 特别奖:《四世同堂》(北京电视制片厂)
- 一等奖:《寻找回来的世界》(中国电视剧制作中心)
- 二等奖:《诸葛亮》(湖北电视剧制作中心)；《新星》(太原电视台)
- 三等奖:《冠军从这里起飞》(四川省自贡电视台)；《上党战役》(山西电视台)；《包公》(河南电视台)

### 优秀电视单本剧
- 一等奖:《巴桑和她的弟妹们》(重庆电视台)；
- 二等奖:《她们和战争》(中国电视剧制作中心、成都计划生育分中心)；《穷街》(上海电视台)
- 三等奖:《一个叫许淑娴的人》(珠江电影制片厂)；《这里也是一片热土》(上海电视台):《小巷情话》(珠江电影制片厂)

### 优秀儿童电视剧
- 一等奖:《窗台上的脚印》(上海电视台)
- 二等奖:《爸爸，我一定回来》(中央电视台)
- 三等奖:《MBD(儿童多动症)》(浙江电视台)

### 优秀电视短剧、小品
- 《编剧的困惑》(四川电视台)；《弟弟在等我》(中国电视剧制作中心、宋庆龄儿童福利基金会)

### 优秀戏曲电视剧
- 《喜脉案》(湖南电视台)；《秦淮梦》(江苏电视台)

### 译制片优秀配音奖
- 《办公室的故事》(中国电视剧制作中心译制)

### 单项奖
- 优秀导演奖：许雷(《寻找回来的世界》)
- 优秀编剧奖：张鲁、陈俊中(《巴桑和她的弟妹们》)
- 优秀男主角：李法曾(《诸葛亮》饰演诸葛亮)
- 优秀女主角：空缺
- 优秀男配角：鲁非(《新星》饰演顾荣)
- 优秀女配角：宋丹丹(《寻找回来的世界》饰演宋小丽)
- 优秀美术奖：《诸葛亮》
- 优秀摄像奖：何为、王永春(《巴桑和她的弟妹们》)
- 优秀剪辑奖：彭迪(《雾失楼台》)
- 优秀音响奖：空缺
- 优秀音乐奖：张丕基(《寻找回来的世界》)